# Спирин, Сергей Андреевич
Сергей Андреевич Спирин (12 августа 1901 — 6 июля 1968) — советский инженер-энергетик, государственный деятель и организитор энергетического хозяйства СССР. Начальник Главцентрэнерго Наркомата электростанций СССР (1941), помощник члена Государственного комитета обороны Г. М. Маленкова по электростанциям (1943), член коллегии Министерство электростанций СССР. Участник организации и восстановления электроэнергетики в годы Великой Отечественной войны, в послевоенный период занимался развитием и модернизацией энергосистем страны.

## Биография
Сергей Андреевич Спирин родился 12 августа 1901 года. Образование и ранняя карьера документально в открытых источниках не описаны; к началу Великой Отечественной войны занимал руководящие должности в системе Наркомата электростанций СССР.
В 1939 году Постановлением Совета Народных Комиссаров введён в состав Коллегии Наркомата Электростанций и Электропромышленности СССР .
С июля 1941 года — начальник Главцентрэнерго (Главное управление центральных электростанций Наркомата электростанций СССР).

## Деятельность в годы Великой Отечественной войны
С началом Великой Отечественной войны Главцентрэнерго, которым руководил С. А. Спирин, занималось организацией работы крупнейших электростанций страны в условиях мобилизационной экономики и угрозы воздушных налётов. В июле 1941 года он получил письмо от управляющего Мосэнерго И. М. Клочкова с докладом о положении дел в московской энергосистеме и мероприятиях по её защите.
Под его руководством Главцентрэнерго координировало эвакуацию оборудования из прифронтовых районов, обеспечение устойчивой работы энергосистем центральных и восточных регионов, а также восстановление повреждённых объектов. Спирин выезжал на объекты, участвовал в совещаниях с представителями Наркомата электростанций, руководством Мосэнерго и местных энергосистем.
14 февраля 1943 года постановлением ГКО № 2894 он был назначен помощником члена ГКО Г. М. Маленкова по электростанциям. На этом посту Спирин участвовал в координации строительства и ввода в эксплуатацию новых мощностей, а также в распределении топлива и оборудования для энергетических объектов.

## Поздние годы
В конце 1940-х годов входил в коллегию Министерство электростанций СССР. Продолжал работать на руководящих должностях в энергетической отрасли.
Скончался 6 июля 1968 года. Похоронен на Новодевичье кладбище в Москве.

## Память
В воспоминаниях тех, кому пришлось работать с С. А. Спириным, о нём пишут : 
Его высокая инженерная квалификация, большой опыт работы на электростанциях и в аппарате наркомата, внимательное отношение к кадрам снискали ему заслуженное уважение.
В Музее истории энергетики (Мосэнерго) хранятся архивные документы и материалы, связанные с деятельностью С. А. Спирина.